# Storadio
Storadio AB är ett svenskt företag som säljer radiotjänster för sjöfart, till exempel VHF och MF (mellanvåg, gränsvåg) samt telefoni och Internet. Företaget säljer också radiotjänster för flygradio. Tjänsterna säljs under varumärkena Stockholmradio respektive Storadio aero.

## Historik
Stockholm radio, som tidigare var en del av Televerket och sedermera Telia, köptes 1 maj 2003 av Viamaregruppen och var från sommaren 2010 ett varumärke under NMSS AB. I samband med bildandet av NMSS (Nordic Maritime Services Stockholm AB) 2010 fokuserades verksamheten på sjöfart och båtliv. I oktober 2010 flyttade Stockholmradio sin verksamhet från Nacka till Viamares huvudkontor på Karlavägen i Stockholm.
De flygradiotjänster som startades vid Enköping Radio 1967 överfördes till Stockholm Radio 1980, som då ägdes av Televerket. Man hade då sina mottagare i Vallby utanför Enköping, medan sändarna fanns på Kråks skjutfält utanför Karlsborg. År 2010 övertogs de flygrelaterade tjänsterna av Aviolinx AB. I början av 2018 köpte Sdiptech Aviolinxs flygoperativa och radiooperativa delar. Man bytte i samband med det namnet till Storadio aero, för att betona den flygrelaterade inriktningen och för att minimera risken för förväxling med de maritima tjänsterna. I juni 2020, i samband med att även den maritima verksamheten köptes av Sdiptech, flyttade Storadio AB till Nacka Strand.

## Exempel på tjänster
- Koppla samman VHF-radio med telefonnätet (både fasta telefonnätet och mobilnätet) mot avgift.
- Att via VHF och MF sända kustväderprognoser på fasta tider.
- Koppla samman radiosamtal via utländsk radiostation, exempelvis VHF i annat land än Sverige.
- Upplysning om sjöväderprognoser, kulingvarningar, navigationsvarningar, broöppningstider, lotsplatser, VHF-kanaler, telefonnummer, m.m.